# Anathix
Anathix là một chi bướm đêm thuộc họ Noctuidae.

## Các loài
- Anathix aggressa (Smith, 1907)
- Anathix immaculata (Morrison, 1875)
- Anathix puta (Grote & Robinson, 1868)
- Anathix ralla (Grote & Robinson, 1868)